# Васа Пелагић
Василије Васа С. Пелагић (Горњи Жабар, 1833 — Пожаревац, 25. јануар 1899) био је српски социјалиста, просветни радник и народни лекар. Пелагић је био представник утопијског социјализма код Срба у другој половини 19. века

## Биографија
Рођен је 1833. године у босанском месту Жабару, код Брчког, као Василије Стефановић (по оцу Стефану) Пелагић. Кренуо је наводно у месну основну школу 1852. године, а након завршетка пешице стигао у Београд, где је похађао две године нижу гимназију. Ђак Богословије у Београду постао је 1857. године. Уследио је повратак у завичај, када је 1860. године као свршени богослов постао учитељ српске основне школе у Брчком, где је основао српску читаоницу, једну од првих у Босни. Одатле преко Београда је кренуо у Русију. На Московском универзитету је слушао предавања из политичке медицине и историје медицине. Пре повратка у Бања Луку, пропутовао је српске крајеве да би сагледао стање народно.
После две године боравка у Русији, вратио се у Бањалуку и постао је 1866. године управник тада основане Српско православне богословије, која је била и прва средња школа у Босни. За школске потребе и ради ширења просвете у народу штампао је 1867. године у Београду „Руковођу за српско-босанске, херцеговачке, старосрбијанске и македонске учитеље“. Примио је чин архимандрита да би заштитио Богословију у Бањој Луци од реакционарних елемената све три вере, којима се није допадао његов слободоуман школски програм. Био је 1867. године "Василије С. Пелагић" професор и управитељ бањалучке богословије пренумерант Вукове књиге и дародавац 10 примерака исте, сиротим богословцима. Чинио је оно што је проповедао и следеће 1868. године.
Фебруара 1869. године бива ухапшен па прогнан у Малу Азију (тачније у Кјутјају), под оптужбом да критикује турски режим у Босни. Из прогонства се спасао 1871. године уз помоћ Русије и преко Цариграда је дошао у Србију. Учествује у раду Уједињене омладине српске и председава њеној скупштини у Вршцу. Одатле одлази на Цетиње и учествује у покрету Дружине за ослобођење српства. Долази у сукоб са књазом Николом и 1872. године одлази у Нови Сад. Године 1873. борави у Грацу, Прагу, Трсту и Цириху; тада се одриче верске службе. У Прагу је 1872. године "прерадио" и објавио дело "Борбу америчког народа за слободу и независност".
Учествује у Српском устанку у Херцеговини и Босни, који је избио 1875. године, и пише Програм усташких права и друге меморандуме за српске устанике. Активан је 1878. године радећи на организовању отпора против најављене окупације Босне и Херцеговине, од стране Аустроугарске. Током осамдесетих година је боравио у Србији, али због ширења социјалистичких идеја бива протеран неколико пута у Румунију и Бугарску. Због брошуре "Нови гробари Србије" био је опет протеран. Био је међутим у народу омиљен и жаљен због страдања. Остало је забележено да су "Грађани вароши Пожеге" (и других, попут Ужица) јануара 1891. године званично од српске Народне скупштине Године тражили да се Пелагић врати у Србију "из прогонства". Био је и кандидат за народног посланика у Чачку, али није имао успеха у том подухвату.
Васо 1888. године сарађује у социјалистичком листу Српски занатлија. Учествује на скупштини Занатлијског удружења у Врању 1892. године и настоји да се оснује Социјалистичка партија Србије. Издаје низ брошура и књига о социјализму и сарађује у листовима Занатлијски савез и Социјал-демократ којима је био и један од оснивача. Чланке објављује и у бугарској социјалистичкој штампи, а радови се преводе и на бугарски.
Васо се сам "рашчинио" калуђерског чина и напустио јерархију 1873. године. Учинио је то јавно и провокативно. Због тога а и каснијих иступа, о њему је лоше писала црквена штампа, ружећи га због "безбожничког" деловања и писања. Када је умро у затвору, карловачки "Српски Сион" каже за њега "социјалисту": "да је мање писао, мање би зла починио".
Због свог слободног става био је трн у оку режиму у Србији. Јавно је рашчињен, затваран у лудницу и после осуђиван на затвор. Преминуо је у пожаревачком казненом затвору Забела 25. јануара 1899. године. Тајно је сахрањен ноћу на затворском гробљу. Касније је поново сахрањен на Старом гробљу у Пожаревцу.
Својим идејама које је објавио у својим књигама, брошурама и новинским чланцима, пуно је утицао на радничке и сељачке масе на подручју Србије, Хрватске, БиХ, Црне Горе и Бугарске. Постојали су многобројни "Одбори Пелагићеваца", које су оснивали његови следбеници по многим местима, крајем 19. века. У Бањалуци је између два светска рада деловало "Радничко-просветно друштво Пелагић".
По њему су назване ОШ „Васа Пелагић” Београд и ОШ „Васа Пелагић” Лесковац, као и ССШ „Васа Пелагић”, Ковин.

## Дела и радови
Сем дела
- Историја босанско-ерцеговачке буне у свези са српско- и руско-турским ратом (штудија за народ и државнике), В. Хорњански, Будимпешта, 1879.
- Књига за народ или Стварни народни учитељ, Нови Сад, 1879.

написао је дела из домена социјализма: 
- Спас Србије и српства,
- Народни доброноша или Благодатник, Штампарија Народне Радикалне Странке, Београд, 1889.
- Одговор на четири друштвена питања - Шта је социјализам? Шта оће социјалисте? Које науке и какве нужде гоне људе у у социјализам? Има ли у Србији места социјализму?, Смиљево, Београд, 1892.
- Социјализам или Основни препорођај друштва, Штампарија М. Јовановића, Београд, 1894.
- Наука и радни народ или Шта вели наука у корист радног народа, Штампарија Савића и Компаније, Београд, 1895.

Залагао се за реформу школства и те идеје је излагао у делима: 
- Руковођа за српско-босанске, херцеговачке, старосрбијанске и македонске учитеље,
- Преображај школе и наставе (сувремена потреба), Штампарија Народне Радикалне Странке, Београд, 1889.
- Нова наука о јавној настави или Омладински и народни добротвор - штудија за наставнике и државнике, за народ и омладину, “Смиљево” Штампарија П.Тодоровића, Београд, 1891.

Анитирелигиозне тезе је изложио у делима: 
- Колико нас кошта Бог и господар?
- Умовање чистога разума или шта вели архимандрит, професор и директор једне богословије - о религији и њеним догмама, Штампарија Виктора Хорњанскога, Будимпешта, 1880.
- Посланица Богу или Предлог побожним народима, Штампарија М. Јовановића, Београд, 1891.

## Галерија
- Васа Пелагић
- Споменик Васи Пелагићу у Карађорђевом парку у Београду
- Гроб Васе Пелагића на Старом гробљу у Пожаревцу